# Kraußnitz
Kraußnitz ist ein Ortsteil der sächsischen Gemeinde Schönfeld im Landkreis Meißen. Der Ort befindet sich direkt an der Landesgrenze zu Brandenburg, wurde 1350 ersterwähnt und gehört seit 1996 zu Schönfeld.

## Geografie
Kraußnitz ist etwa acht Kilometer nordöstlich von Schönfeld entfernt im Norden des Landkreises Meißen gelegen. Der Ort liegt auf 117 m ü. NHN in einem als Naturdenkmal ausgewiesenen Feuchtgebiet. Durch Kraußnitz fließt das Linzer Wasser. Es entspringt bei dem namensgebenden Schönfelder Ortsteil Linz und verläuft anschließend durch kleinere Teiche und Kraußnitz bis nach Ortrand in Brandenburg. Dort mündet das Linzer Wasser in die Pulsnitz. Kraußnitz gliedert sich in einen südlichen Teil entlang der Dorfstraße und einen nördlichen Teil entlang der Ortrander Straße. Getrennt werden beide Teilorte durch landwirtschaftlich genutzte Flächen, die den Ort nach Osten, Süden und Westen hin umgeben. Das Flussufer des Linzer Wassers ist dünn bewaldet. Durch Kraußnitz verläuft die Kreisstraße 8536, die den Ort mit Ponickau, Böhla und Ortrand verbindet. Auf Brandenburger Seite besteht zudem Anschluss an die Landesstraße 55, die in Sachsen Staatsstraße 99 heißt. Über die Autobahnanschlussstelle „Ortrand“ ist die Anbindung an die Bundesautobahn 13 (Dresden–Berlin) gewährleistet, die etwa 1,5 Kilometer westlich an Kraußnitz vorbeiführt.
Der Ort bildet eine eigene Gemarkung mit einer Fläche von rund elf Quadratkilometern. Auf sächsischer Seite grenzt sie an die Gemarkungen Böhla im Osten und Ponickau im Südosten. Südwestlich benachbart liegt die Gemarkung Linz. Ins im Westen angrenzende Blochwitz besteht keine direkte Verbindung über Fahrstraßen. Die Gemarkungsgrenze verläuft hier in etwa entlang der Autobahn. Auf Brandenburger Seite ist die Stadt Ortrand benachbart, die sich dort im Landkreis Oberspreewald-Lausitz befindet.

## Geschichte
| Jahr        | Einwohner |
| ----------- | --------- |
| 1834        | 097       |
| 1871        | 115       |
| 1890        | 135       |
| 1910        | 109       |
| 1925        | 117       |
| 1933        | 154       |
| 1939        | 200       |
| 1946        | 211       |
| 1950        | 247       |
| 1964        | 640       |
| 1990        | 646       |
| 1995        | 645       |
| → Schönfeld |           |

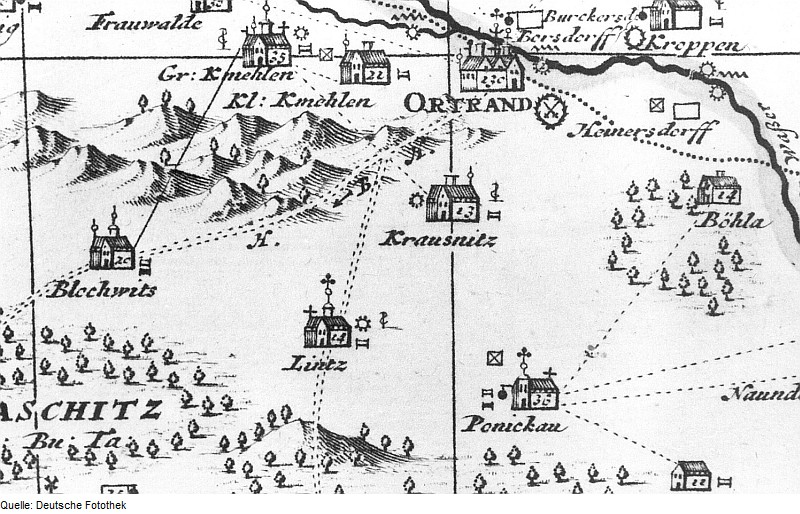
Kraußnitz auf einer Karte von 1711, mit Eintragung der kirchlichen Zugehörigkeit

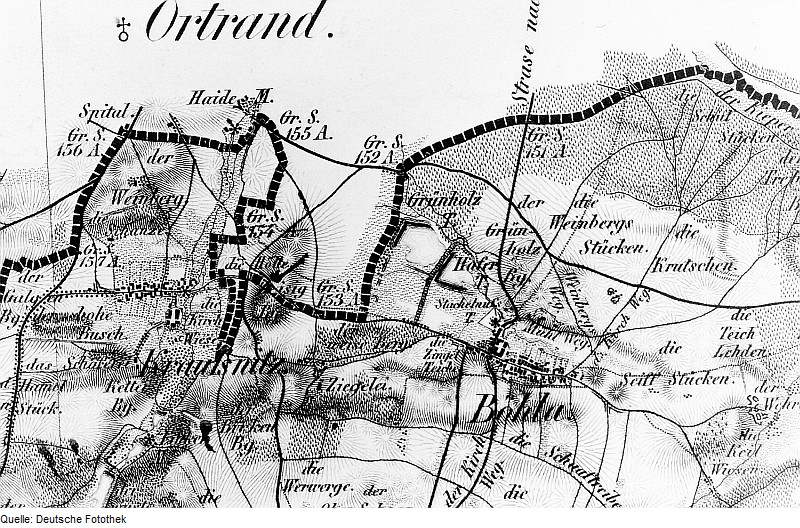
Kraußnitz im Oberreit’schen Atlas von 1841/1843

Kraußnitz wurde im Jahre 1350 das erste Mal als Crusnicz oder Krusnicz urkundlich erwähnt. In das Jahr 1406 fiel die Nennung von Krußenicz, später waren auch Kruschewitz (1448), zu der Krausenitz (1476) und Krauschnitz (1540) gebräuchlich. Bereits in der Frühen Neuzeit wurde Kraußnitz von Großenhain aus verwaltet. So gehörte der Ort Mitte des 15. Jahrhunderts zur Pflege Großenhain, Ende des 17. Jahrhunderts zum Amt Großenhain und ab 1856 zum Gerichtsamt Großenhain. Ab dem Jahr 1875 oblag die Verwaltung dann der Amtshauptmannschaft Großenhain. Im 14. Jahrhundert wurde ein Vorwerk genannt. Bevor Kraußnitz 1838 durch die Sächsische Landgemeindeordnung Eigenständigkeit als Landgemeinde erhielt, war der Ort durch das Lehnswesen geprägt. Die Geschichte des Rittergutes Kraußnitz geht bis in die Mitte des 16. Jahrhunderts zurück. Es übte im Jahre 1552 die Grundherrschaft über 13 besessene Mann und sechs Inwohner aus, zu denen. Im Jahre 1764 war es Grundherr von 16 Gärtnern, die 3 1⁄2 Hufen Land bestellten.
Mit der Industrialisierung und der Eröffnung einer Bahnstrecke nach Ortrand im Jahr 1870 führte zu einem Wandel bei der Erwerbstätigkeit der Kraußnitzer. Viele arbeiteten zum Ende des 19. Jahrhunderts in den neu entstandenen Betrieben in der Stadt, nicht mehr ausschließlich in der Landwirtschaft. Die neuen Arbeitsmöglichkeiten führten außerdem zu Bevölkerungswachstum und neuer Bautätigkeit im Ort, vor allem entlang der Ortrander Straße. Ein Adressbuch aus dem Jahr 1888 führt Kraußnitz betreffend 19 Einträge. Gemeindevorsteher war zu dieser Zeit Gotthilf Kirste.

Krausnitz auf einer geschichtlichen Karte des Kreises Liebenwerda (1910).

Im Jahr 1900 erstreckte sich um das Gassendorf Kraußnitz eine 260 Hektar große Gutsblock- sowie gewannähnliche Streifenflur, auf denen die Bewohner der Landwirtschaft nachgingen. Kraußnitz war schon im 16. Jahrhundert nach Großkmehlen (Brandenburg) gepfarrt und zählt heute zur dort ansässigen Kirchgemeinde. Sachsen kam nach dem Zweiten Weltkrieg in die Sowjetische Besatzungszone und später zur DDR. Die historisch gewachsene Zugehörigkeit zu Großenhain blieb auch nach der Gebietsreform 1952 erhalten, die Kraußnitz mit seinen Nachbarorten dem Kreis Großenhain im Bezirk Dresden zuordnete. Das bäuerliche Leben der Gemeinde wurde nun sukzessive nach dem Prinzip der Landwirtschaft in der DDR ausgerichtet. Am 1. Januar 1960 erfolgte die Eingemeindung des Nachbarortes Böhla nach Kraußnitz.
Nach der Deutschen Wiedervereinigung kam Kraußnitz zum wiedergegründeten Freistaat Sachsen. Da die Gemeinde mit ihren rund 650 Einwohnern zu klein war, um weiterhin eigenständig bleiben zu können, schloss sie sich mit Wirkung zum 1. Januar 1996 mit Schönfeld zusammen. Heute ist Kraußnitz einer der fünf Ortsteile dieser Gemeinde. Die Gebietsreformen in Sachsen nach 1990 ordneten Schönfeld 1994 dem Landkreis Riesa-Großenhain und 2008 dem Landkreis Meißen zu.

## Persönlichkeiten
- Karl Friedrich von Süßmilch genannt Hörnig (* 2. April 1788 in Kraußnitz bei Ortrand; † 16. Dezember 1864 in Niederlößnitz); Generalmajor der sächsischen Armee